# 桔梗が丘 (曲)
「桔梗が丘」（ききょうがおか）は、平井堅の楽曲である。2013年10月23日に配信限定シングルとして発売された。ミサワホームのテレビCMソングとして使用された楽曲で、アリオラジャパン移籍第1弾シングルとなった。プロデュース・アレンジは大橋トリオが手がけた。

## 背景・リリース
曲のタイトルとなっている「桔梗が丘」は、平井の故郷である三重県名張市にある地名で、平井は「帰る場所で、家族の象徴」としている。本作は、ミサワホームのCMのために書き下ろされた楽曲で、平井が初めて親の目線で心象風景を描いたバラードとなっている。平井は「楽曲制作のお話を頂いて、改めて『家族』について考えました」「肩を落とし、玄関ドアを開けた時、母の『おかえり』が悲しみを和らげる絆創膏だったあの頃。そんな心象風景を歌にしました」と語っている。
本作を使用したCMは、2012年10月2日にオンエアが開始され、オンエア開始直後から全国で反響を呼び、ライブでもファンから高い支持を得ていた。2013年10月23日に配信限定シングルとして発売された。また、2014年3月10日に安室奈美恵とのコラボシングルとして発売された『グロテスク』の初回盤Bと通常盤にも収録されている。

## プロモーション
配信が開始された10月12日に、ミュージック・ビデオが公開された。「桔梗が丘」のミュージック・ビデオは、「親子愛」を歌った楽曲という観点から、平井の故郷である三重県名張市の桔梗が丘に帰省して撮影が行なわれた。ミュージック・ビデオには平井の母親も登場しており、親子初共演となった。本作のミュージック・ビデオについて、平井は「故郷の曲を作ったゆえに、今回のような企画になりましたが、自分でもぼんやりと記憶が薄れてしまっていた景色をもう一度見ることができたりして、とても記念になる撮影でした」と語っている。
配信開始から2日後の10月25日に放送されたテレビ朝日系『ミュージックステーション』で、テレビ初披露となった。

## 収録曲
| #         | タイトル     | 作詞・作曲 | 編曲      | 時間 |
| --------- | ------------ | ---------- | --------- | ---- |
| 1.        | 「桔梗が丘」 | 平井堅     | 大橋好規  | 4:24 |
| 合計時間: | 合計時間:    | 合計時間:  | 合計時間: | 4:24 |

## タイアップ
- ミサワホーム創立45周年記念CMソング